# Michael Imperioli
James Michael Imperioli, född 26 mars 1966 i Mount Vernon, New York, är en amerikansk skådespelare.
Michael Imperioli är bland annat känd för sin roll som Christopher Moltisanti i maffiaserien Sopranos.

## Filmografi (urval)
- 1989 – Hårt mot hårt
- 1990 – Maffiabröder
- 1991 – Jungle Fever
- 1992 – Malcolm X
- 1993 – Kärlekstrassel i New York
- 1994 – Amatör
- 1994 – På spaning i New York (TV-serie) (ett avsnitt)
- 1995 – The Addiction
- 1995 – Bad Boys
- 1995 – På driven i New York
- 1995 – Clockers
- 1995 – Flirt
- 1995 – Dead Presidents
- 1996 – I Shot Andy Warhol
- 1996 – Girl 6
- 1996 – Trees Lounge
- 1996–2006 – I lagens namn (TV-serie) (sex avsnitt)
- 1996 – Last Man Standing
- 1997 – Spanarna (TV-serie) (ett avsnitt)
- 1997 – Office Killer
- 1999–2007 – Sopranos (TV-serie) (86 avsnitt)
- 1999 – Summer of Sam
- 2003 – Stuey
- 2004 – My Baby's Daddy
- 2004 – Hajar som hajar (röst)
- 2004 – The Five People You Meet in Heaven
- 2006 – Simpsons (TV-serie) (gäströst, avsnittet The Mook, the Chef, the Wife and Her Homer)
- 2008–2009 – Life on Mars (TV-serie) (17 avsnitt)
- 2009 – Flickan från ovan
- 2010 – Mercy (TV-serie) (ett avsnitt)
- 2010 – The Secret Life of the American Teenager (TV-serie) (ett avsnitt)
- 2010 – Love & Distrust
- 2010–2011 – Detroit 1-8-7 (TV-serie) (18 avsnitt)
- 2012 – Girls (TV-serie) (ett avsnitt)
- 2012 – Necessary Roughness (TV-serie) (ett avsnitt)
- 2013 – Californication (TV-serie) (sex avsnitt)
- 2013 – The Call
- 2013 – The Office (TV-serie) (ett avsnitt)
- 2013 – Oldboy
- 2022 – The White Lotus (TV-serie)
- 2025 – Song Sung Blue